# Eleição presidencial nos Estados Unidos em 1904
A eleição presidencial dos Estados Unidos de 1904 foi a trigésima eleição presidencial do país. Foi realizada em 08 de novembro de 1904, resultou na eleição para um mandato completo para o presidente Theodore Roosevelt. Roosevelt havia conseguido a presidência após o assassinato de William McKinley. O Partido Republicano por unanimidade o nomeou para presidente na Convenção Nacional de 1904. Durante a campanha eleitoral, Roosevelt apelou aos eleitores para apoiar as sua políticas de "quadrado negócio". O candidato do Partido Democrata foi Alton B. Parker, o juiz-chefe do Tribunal de Justiça de Nova Iorque, que apelou por um fim ao que ele chamou de "regra do capricho individual" e "usurpação de autoridade" pelo presidente.
Theodore Roosevelt venceu a eleição, tornando-se o primeiro presidente a se eleger após assumir o cargo depois da morte de um presidente para garantir um mandato completo de sua autoria.

## Processo eleitoral
A partir de 1832, os candidatos para presidente e vice começaram a ser escolhidos através das Convenções. Os delegados partidários, escolhidos por cada estado para representá-los, escolhem quem será lançado candidato pelo partido. Os eleitores gerais elegem outros "eleitores" que formam o Colégio Eleitoral. A quantidade de "eleitores" por estado varia de acordo com a quantidade populacional do estado. Em quase todos os estados, o vencedor do voto popular leva todos os votos do Colégio Eleitoral.

## Convenções

### Convenção Nacional doPartido Socialista da Américade 1904

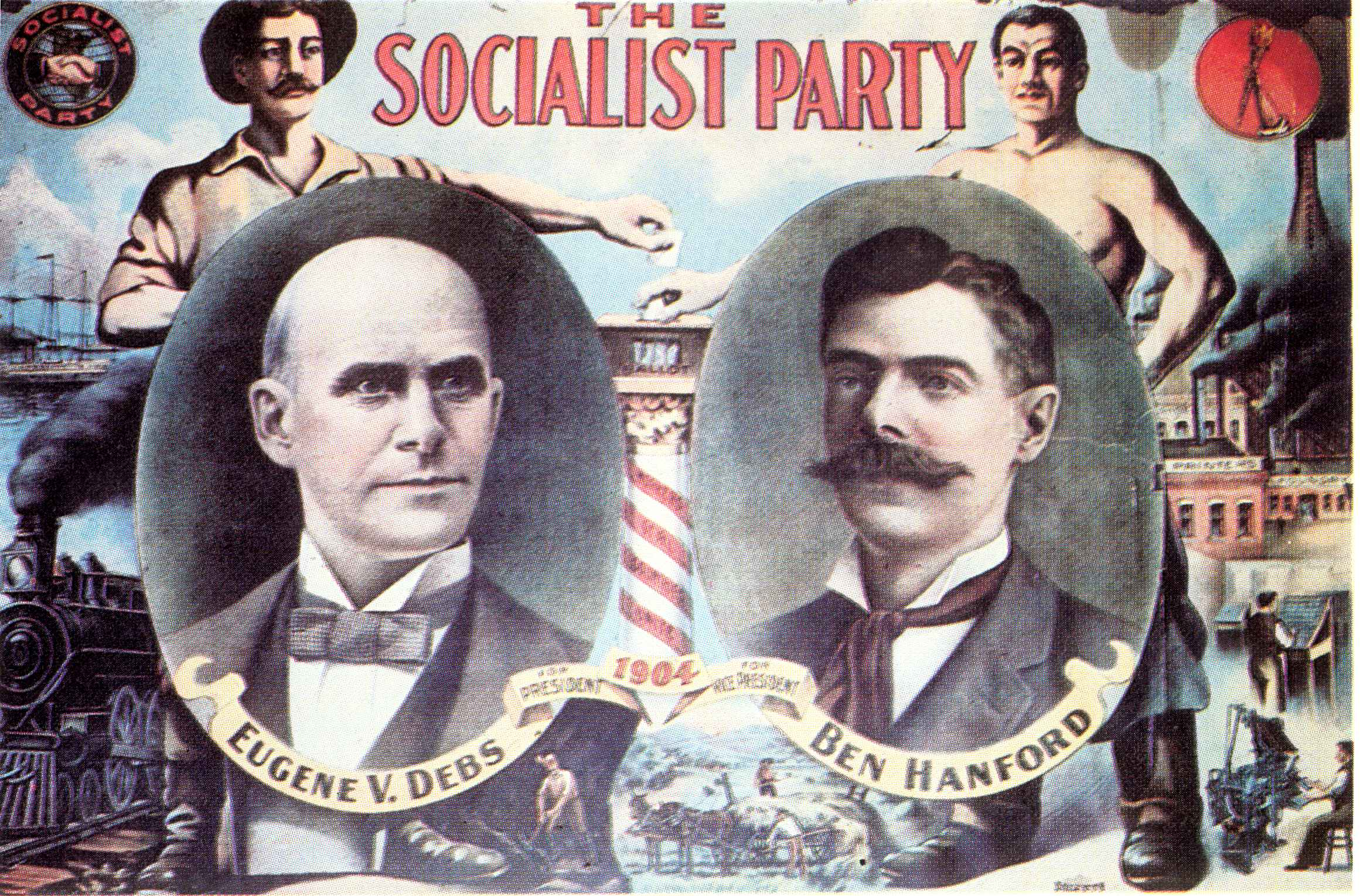
Cartaz de campanha Socialista com Eugene Debs e Hanford.

A Convenção Nacional Socialista (Socialist Party of America) foi realizada entre 1 e 6 de maio. A eleição de 1904 foi a primeira eleição em que o Partido Socialista participou. O Partido Socialista da América foi uma coalizão de partidos altamente faccionários no local com base em cidades industriais e, geralmente, estava enraizada em comunidades étnicas, especialmente alemã e finlandesa. Ele também tinha alguma sustentação na velha populista em áreas rurais e de mineração no Ocidente. Eugene Victor Debs foi nomeado para presidente e Benjamin Hanford foi indicado para vice-presidente.

### Convenção Nacional doPartido Republicanode 1904

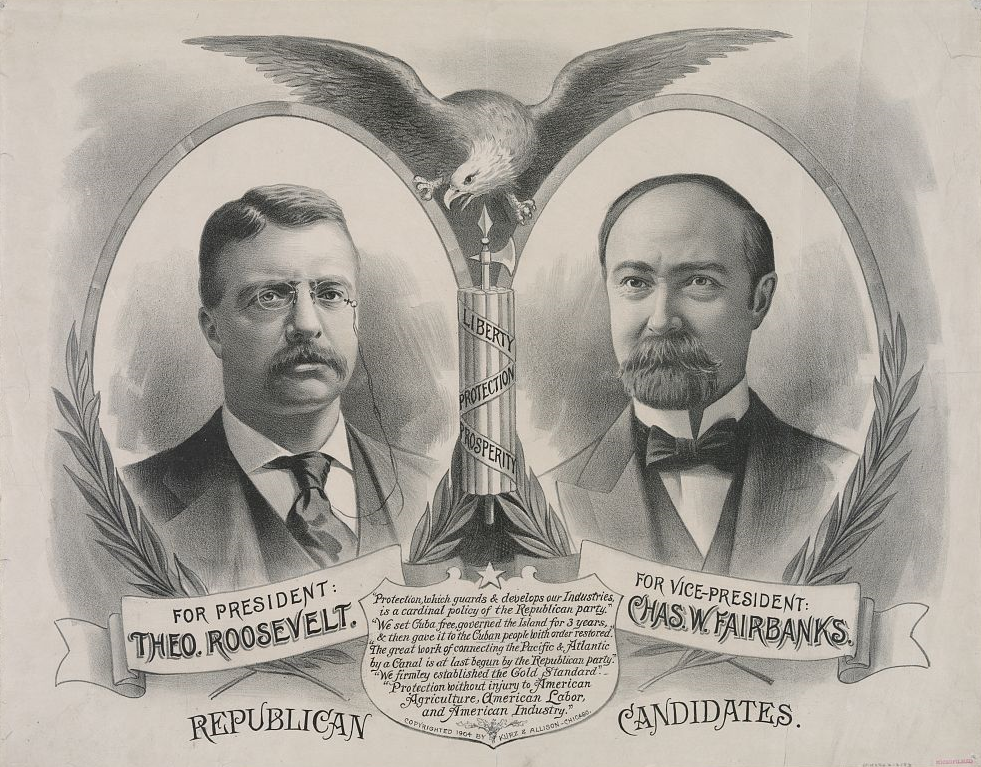
Cartaz republicano com Roosevelt e Fairbanks.

A Convenção Nacional Republicana (Republican Party) foi realizada entre 21 e 23 de junho em Chicago. O presidente Theodore Roosevelt teve sua nomeação assegurada. Ele manobrou efetivamente ao longo de 1902 e 1903 para ganhar o controle do partido para garantir-lhe. Estava centrado sobre a candidatura do senador Mark Hanna de Ohio, mas a morte de Hanna no início do ano tinha removido esse obstáculo. A morte de Hanna, em fevereiro 1904 acabou com qualquer oposição real ao Roosevelt dentro do partido. Discurso de nomeação de Roosevelt foi entregue pelo ex-governador Frank S. Negro de Nova Iorque e apoiada pelo senador Albert J. Beveridge de Indiana. Roosevelt foi nomeado por unanimidade na primeira votação com 994 votos.
Como os conservadores do Partido Republicano denunciou Theodore Roosevelt como um radical, eles foram autorizados a escolher o candidato à vice-presidência. O senador Charles W. Fairbanks de Indiana foi a escolha óbvia, já que os conservadores pensaram muito bem dele, mas ele conseguiu não ofender os elementos mais progressistas do partido. Roosevelt estava longe de ser satisfeito com a ideia de Fairbanks para vice-presidente. Ele teria preferido o representante Robert R. Hitt de Illinois, mas ele não considerou que valeria a pena lutar pela nomeação de vice-presidência. Com o apoio sólido de Nova York, Pensilvânia e Indiana, Fairbanks era facilmente colocado no ticket republicano 1904, a fim de apaziguar a Velha Guarda.
A plataforma republicana insistiu na manutenção da tarifa de proteção, chamado para o comércio exterior aumentou, se comprometeu a manter o padrão-ouro, a expansão favorecidas da marinha mercante, promoveu uma marinha forte, e elogiou a política externa e interna dos detalhes de Roosevelt. 

### Convenção Nacional doPartido Democratade 1904

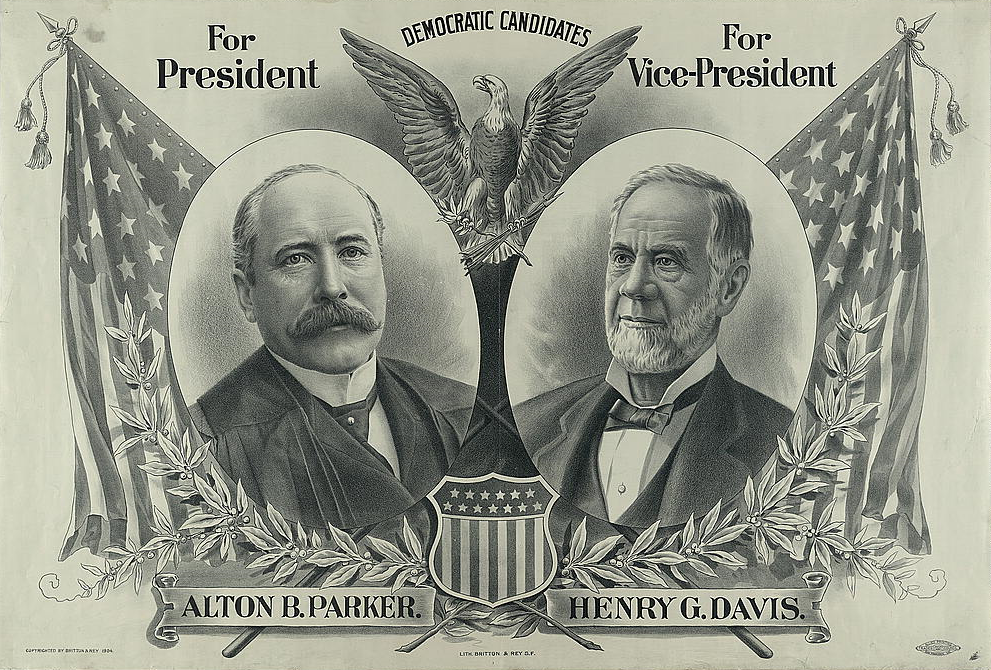
Cartaz democrata com Parker e Davis.

Em 1904, tanto William Jennings Bryan e o ex-presidente Grover Cleveland se recusaram a concorrer à presidência. O Partido Republicano havia nomeado Roosevelt para suceder a si mesmo, os democratas sabiam que ele era popular com o povo, sentiu-se que apenas um bom homem poderia derrotar um homem bom. Muitos acreditavam que o democrata mais qualificado para essa tarefa foi Alton B. Parker, um Bourbon Democrata (partido) de Nova Iorque.
Parker foi o Juiz Chefe do Tribunal de Justiça de Nova Iorque (New York Court of Appeals) e foi respeitado por democratas e republicanos em seu estado. Parker se recusou a trabalhar ativamente para a nomeação, mas não fez nada para conter seus partidários conservadores. O ex-presidente Grover Cleveland endossou a candidatura de Parker.
A Convenção Democrata foi realizada entre 6 e 9 de julho em St. Louis, tem sido chamado de "um dos mais emocionantes e sensacionais da história do Partido Democrata." A luta dentro do Partido Democrata sobre a nomeação foi para provar tão excitante quanto a própria eleição. Apesar de Parker, fora da política ativa para 20 anos, não tinha nem inimigos, nem os erros para torná-lo disponível, uma batalha amarga foi travada contra Parker pela ala mais radical do partido nos meses antes da convenção.
Apesar do fato de que Parker tinha apoiado Bryan em 1896 e 1900, Bryan odiava por ser um Gold Democrata. Bryan queria que o homem nomeado o mais fraco, aquele que não poderia tomar o controle do partido dele. Ele denunciou o juiz Parker como um instrumento de Wall Street, antes que ele foi nomeado e declarou que nenhum democrata que se preze podia votar por ele. Após sua nomeação, ele acusou que ela tinha sido ditada pelo confia e garantidos por "métodos tortuosos e indefensável." Bryan também disse que o trabalho tinha sido traído na convenção e poderia olhar para nada do Partido Democrata. Na verdade, Parker foi um dos juízes sobre o New York Court of Appeals que declarou a lei inconstitucional de oito horas.

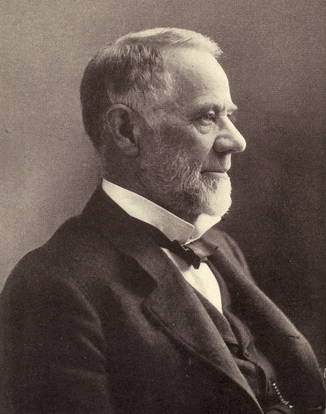
Henry G. Davis, aos 81 anos, foi candidato vice-presidencial.

Com exceção do Bryan e apoiadores Hearst (prprietário de jornais), todos os chamados foram para Parker. Tão grande era o sentimento de unanimidade que ele recebeu 658 votos na lista de chamada da primeira, nove abaixo do necessário 2/3. Antes que o resultado poderia ser anunciado, mais 21 votos foram transferidos para Parker, e a indicação foi sua. Parker venceu o nomeação no primeiro escrutínio com 679 votos a 181 para Hearst e o resto. O ex-senador Henry G. Davis do oeste de Virgínia foi indicado para vice-presidente; aos 81, ele era o mais velho candidato dos principais partidos já nomeados para mandato nacional. Davis recebeu a nomeação porque se acreditava que ele pudesse balançar seu estado. Davis teve uma carreira honrosa na política e também foi proprietário de uma mina de milionário, magnata das ferrovias, e banqueiro.
Parker entrou em ação quando soube que a plataforma democrata claramente havia omitido a referência para a questão monetária. Para tornar clara sua posição, Parker, depois de sua nomeação, informou a convenção por carta que ele apoiou o padrão-ouro. A carta dizia: "Eu considero o padrão-ouro como firme e irrevogavelmente estabelecida, devendo atuar em conformidade, se a ação de hoje da convenção deverá ser ratificada pelo povo. Como a plataforma está em silêncio sobre o assunto, minha opinião deve ser dado a conhecer à convenção, e se for provado ser insatisfatório para a maioria, peço-lhe recusar a nomeação para mim de uma só vez, para que outro possa ser nomeado antes de adiamento."
Foi a primeira vez que um candidato tinha feito tal movimento. Foi um ato de ousadia que ele pode ter perdido a nomeação, tornando-o um pária do partido que ele tinha servido e acreditou em toda a sua vida.
Parkers protestaram contra "a regra da capricho individual", a "usurpação de autoridade", presidenciais e do "engrandecimento do poder pessoal." Mas suas propostas mais positivas eram tão retrógradas, como a sua proposta para que os legislativos estaduais e o direito consuetudinário desenvolver um remédio para o problema de confiança, que o New York World caracteriza a campanha como uma luta de "Democracia conservador e radical constitucional contra republicanismo e arbitrária. "
A plataforma democrata chamou para a redução dos gastos do governo e uma investigação do Congresso dos departamentos executivos "já se sabe teem com a corrupção"; monopólios condenado, prometeu um fim a contratos governamentais com empresas violar leis antitruste; imperialismo oposição; insistiu independência da Filipinas e se opuseram à tarifa protetora. Favoreceu a aplicação estrita da jornada de trabalho de oito horas; construção de um Canal do Panamá; a eleição direta de senadores; condição de estado para os territórios ocidentais, o extermínio da poligamia; acordos comerciais recíprocos; cortes no exército; e execução do serviço público leis. Condenou a administração Roosevelt, em geral, como "espasmódica, errático, sensacional, espetacular, e arbitrária."

### Outras convenções de 1904
| Outras convenções de 1904                   | Outras convenções de 1904      | Outras convenções de 1904 |
| Local e data                                | Partido                        | Candidato presidencial    |
| ------------------------------------------- | ------------------------------ | ------------------------- |
| Indianápolis entre 29 de junho e 1 de julho | Partido da Proibição           | Silas Comfort Swallow     |
| Springfield entre 4 e 6 de julho            | Partido Populista              | Thomas Edward Watson      |
| Nova Iorque entre 2 e 8 de julho            | Partido Trabalhista Socialista | Charles Hunter Corregan   |
| Chicago em 31 de agosto                     | Partido Continental            | Austin Holcomb            |

## Campanha
A campanha realizada por ambas as partes era muito menos vigorosa do que tinha sido em 1896 e 1900. A temporada de campanha foi permeado por boa vontade, e foi um longo caminho para consertar os danos causados pela luta de classes anteriores eleições. Isso se deveu ao fato de que Parker e Roosevelt, com a exceção de carisma, eram tão semelhantes na perspectiva política.
Tão próximo eram os dois candidatos que algumas diferenças puderam ser detectadas. Ambos os homens foram para o padrão-ouro, embora os democratas foram mais abertamente contra o imperialismo, ambos acreditavam em um tratamento justo para os filipinos e liberação eventual, e ambos acreditavam que os sindicatos tinham os mesmos direitos como indivíduos perante os tribunais. Os radicais no Partido Democrata denunciou Parker como um conservador, os conservadores do Partido Republicano denunciou Theodore Roosevelt como um radical. Pessoas foram ouvidas para dizer que Parker devia ter sido o candidato republicano, e Roosevelt deveria ter sido o candidato democrata.
Durante a campanha, havia um par de casos em que Roosevelt foi visto como vulnerável. Em primeiro lugar, Joseph Pulitzer do New York World publicou uma reportagem de página inteira sobre alegada corrupção no Departamento de Sociedades Anônimas. Presidente Roosevelt admitiu certos pagamentos foram feitos, mas negou qualquer "chantagem". Em segundo lugar, na nomeação de George B. Cortelyou como seu diretor de campanha, Roosevelt tinha propositadamente utilizado o ex-secretário de Comércio de Parker. Isto foi de grande importância porque George Cortelyou, conhecendo os segredos das corporações, poderia extrair grandes contribuições a partir deles. A acusação criou muita celeuma e, anos mais tarde foi provado ser de som. Em 1907, foi divulgado que o seguro de empresas haviam contribuído demasiado pesado para a campanha de Roosevelt. Apenas uma semana antes da eleição, o próprio Roosevelt mesmo chamou  E. H. Harriman, o rei ferrovia, para Washington DC com a finalidade de angariar fundos para levar de Nova Iorque. Roosevelt também pediu o dinheiro de Henry Clay Frick, o magnata do aço, e seus amigos. Anos mais tarde, Frick admitiu que "Ele ficou de joelhos para nós. Compramos o filho da puta ..."
O dinheiro, no entanto, foi gasto com os dois candidatos. Parker recebeu apoio financeiro de J. P. Morgan de interesses bancários, assim como Bourbon Democrata Cleveland tinha antes dele. Thomas W. Lawson, o milionário de Boston, foi acusado pelo senador Patrick Henry McCarren do estado de Nova Iorque, que tirou o juiz Parker para a nomeação, de que estava na folha de pagamento da Standard Oil como mecânico mestre em política 20 mil dólares por ano. Ele também afirmou que Parker foi a ferramenta escolhida da Standard Oil. Lawson ofereceu ao senador McCarren 100.000 dólares para ele negar a acusação. De acordo com um relato, "A negação da acusação nunca foi feita pelo senador." Um papel ainda referido McCarren como "a serpente de Standard Oil da política Brooklyn."

## Resultado
| Candidato presidencial                                           | Partido                                                          | Estado de origem                                                 | Voto popular                                                     | Voto popular                                                     | Colégio Eleitoral | Colégio Eleitoral | Running mate                | Running mate     | Running mate      |
| Candidato presidencial                                           | Partido                                                          | Estado de origem                                                 | Votos                                                            | %                                                                | Votos             | %                 | Candidato vice-presidencial | Estado de origem | Colégio Eleitoral |
| ---------------------------------------------------------------- | ---------------------------------------------------------------- | ---------------------------------------------------------------- | ---------------------------------------------------------------- | ---------------------------------------------------------------- | ----------------- | ----------------- | --------------------------- | ---------------- | ----------------- |
| Theodore Roosevelt                                               | Partido Republicano                                              | Nova Iorque                                                      | 7.630.557                                                        | 56,42%                                                           | 336               | 70,6%             | Charles W. Fairbanks        | Ohio             | 336               |
| Alton Parker                                                     | Partido Democrata                                                | Nova Iorque                                                      | 5.083.880                                                        | 37,59%                                                           | 140               | 29,4%             | Henry G. Davis              | Maryland         | 140               |
| Eugene Debs                                                      | Partido Socialista da América                                    | Ohio                                                             | 402.810                                                          | 2,98%                                                            | 0                 | 0%                | Benjamin Hanford            | Ohio             | 0                 |
| Outros                                                           | Outros                                                           | Outros                                                           | 407.848                                                          | 3,02%                                                            | 0                 | 0%                | Outros                      | Outros           | 0                 |
| Total                                                            | Total                                                            | Total                                                            | 13.525.095                                                       | 100%                                                             | 476               |                   |                             |                  | 476               |
| Votos minímos do Colégio Eleitoral de que se precisa para vencer | Votos minímos do Colégio Eleitoral de que se precisa para vencer | Votos minímos do Colégio Eleitoral de que se precisa para vencer | Votos minímos do Colégio Eleitoral de que se precisa para vencer | Votos minímos do Colégio Eleitoral de que se precisa para vencer | 239               |                   |                             |                  | 239               |

Fonte - Voto popular: Colégio Eleitoral: 